# Caenaugochlora jeffreyi
Caenaugochlora jeffreyi är en biart som beskrevs av Engel 1997. Caenaugochlora jeffreyi ingår i släktet Caenaugochlora och familjen vägbin. Inga underarter finns listade.